# Братство мутантів
Братство мутантів ( англ. Brotherhood of Mutants) — також відома як Братство злих мутантів ( англ. Brotherhood of Evil Mutants) — вигадана команда суперзлодіїв -мутантів з коміксів Marvel Comics, яка бореться проти панування звичайних людей на планеті  . Учасники Братства мутантів є заклятими ворогами Людей Ікс  . Команда була створена Стеном Лі та Джеком Кербі і вперше з'явилася 1964 року в Uncanny X-Men # 4 в березні  
У різний час склад і ідеологія команди змінювалися. У перший ( «класичний») склад команди, створену Магнето, входили Жаба, Ртуть, Алая Відьма, Повелитель розуму, Пузир  і УНУС Недоторканний

## Вигадана історія

### Братство Магнето
Оригінальною версією команди була група мутантів на чолі з Магнето, керуючий магнітними полями. Іншими членами були Ртуть, здатний переміщатися з неймовірною швидкістю, Доміно, яка може змінювати поля ймовірності, Алая відьма - мутант, що володіє здатністю, іменованої «магія хаосу», Повелитель разума [en] - мутант, що володіє здібностями до ілюзій, Жаба, у якого довгий язик і потужні ноги, які дають йому можливість надлюдським стрибків і, що приєднався пізніше, Пузир - дуже товстий мутант, чий шар жиру захищає його від фізичної шкоди. Вони безліч разів стикалися з Людьми Ікс - команди Професори Ксавьера, яка в той час складалася з Циклопа, Ангела, Звіра, Людини-льоду і Дивною дівчата . Зрештою, Магнето і Жаба були захоплені прибульцем на ім'я Незнайомець, Повелителя розуму він перетворив на шматок твердої матерії, а Ртуть і Алая відьма приєдналися до команди супергероїв Месники . 

### Братство Містик
Мутантка-терористка Містик організувала свою версію команди, назвавши її Братство злих мутантів. В команду входять Піро, мутант з вогняними здібностями, Лавина, здатний викликати землетрус, Роуг, що поглинає сили інших мутантів, Доля, яка може бачити майбутнє і Пузир - ветеран команди. Пізніше Роуг пішла до Людям Ікс, а інша команда перейменовується в Вільну силу ( англ. Freedom Force Freedom Force)

## Інші версії

### Ultimate Marvel
У коміксах Ultimate X-Men ( Ultimate Marvel ) Братство мутантів іменується як Братство переваги мутантів Brotherhood of Mutant Supremacy і очолюється Магнето. 

## Поза коміксів

### Фільми
- У першому фільмі « Люди Ікс » братство Магнето складається з нього, Містик, Шаблезуба і Жаби . Шаблезубий невдало намагається викрасти Роуг, коли вона з Логаном їде по дорозі. Містик і Жаба викрадають сенатора Келлі для Магнето і той перетворює його в мутанта, але йому вдається втекти. Містик у вигляді Боббі Дрейка говорить Роуг, що їй в школі не раді і вимагає щоб вона пішла. Магнето, оглушивши Логана, викрадає Роуг з поїзда. Магнето хоче передати частину своїх сил щоб через пристрій і зробити мутантами лідерів держав. Люди Ікс приходять на допомогу Роуг. Росомаха бореться з шаблезубих і за допомогою Циклопа вбиває його, а потім встромляє свої кігті в живіт Містик, Жаба бореться з Циклопом, Джин і Шторм і майже перемагає, але Шторм забирає Жабу з статуї Свободи, потім б'є грозою в перила, за які він чіплявся мовою і Жаба падає в воду. Магнето садять в пластикову в'язницю, а Містик виявляється жива і під виглядом сенатора Келлі захищає права мутантів.
- У фільмі « Люди Ікс 2 » братство складається лише з Містик і самого Магнето. Містик в образі сенатора Келлі намагається переконати Страйкера що мутанти не вороги їм, а потім проникає в офіс Страйкера і дізнається де тримають Магнето. Вона так само дізнається що Страйкер будує свій Церебро і видобуває план бази Страйкера. Потім допомагає бігти Магнето з камери і разом з ним пояснює плани Страйкера Людям Ікс. Містик йде до Страйкер під виглядом Росомахи і коли той розпізнає що це не Росомаха, вона вбиває кілька солдатів і закривається в кімнаті управління та впускає Людей Ікс і Магнето всередину. Магнето і Містик йдуть до Церебро і дають Ксав'єру нове завдання - шукати і вбивати людей. Після відлітають з бази на літаку Страйкера. До них приєднується Піро .
- У фільмі « Люди Ікс: Остання битва » Містик заарештовують. Вони намагаються з'ясувати, де Магнето і возять її в пересувний в'язниці. Магнето і Піро приходять на збори мутантів і Магнето намагається переконати всіх що почалося винищення мутантів і просить тих хто хоче залишитися мутантом приєднуватися до нього. В результаті до них приєдналися: Шип, Каллісто, Арклайт, Псайлок, Малюк Омега. Каллісто знаходить для Магнето Містик і в пересувний в'язниці, де її возили, вони звільняють Джаггернаута, множник, але Містик втрачає свої сили після потрапляння в неї дротика з ліками і Магнето кидає її там. До них приєднується і Джин. На острові Алькатрас видно ще кілька мутантів: Попіл - який вивергає лаву з рота, Чоловік, який в поєдинку з Росомахою показав що може заново відрощувати свої кінцівки, кілька мутантів які можуть копіювати себе, стрибати на великі відстані і переміщуватися, мутант за здібностями схожий на жабу. Росомаха вбиває Шипа в таборі Магнето. Арклайт хвилею знищує пластикове зброю для метання ліки. Доля Джаггернаута невідома після того як Кітті обманом перемогла його, Малюк Омега вбиває помічницю доктора Вортінгтона, потім Малюк Омега, Арклайт і Псайлок хочуть вбити самого доктора, але його рятує Ангел. У віддаленій сцені Фат був заморожений Айсбергом і вщент розбитий Колос. Шторм вбиває Каллісто, Айсберг заморожує руки Піро і вирубує його головою (пізніше стало відомо що Айсберг врятував Піро, коли Фенікс почав знищувати острів). Магнето втрачає сили, Малюк Омега, Псайлок і Арклайт гинуть від сили Фенікса. Росомаха вбиває Фенікса.
- У фільмі « Люди Ікс: Перший клас » у фінальній битві Магнето вбиває Себастьяна Шоу і роздобувати владу над його помічниками Еммою Фрост, Ріптайд і Азазель, а також вмовляє приєднається до них і мутантів з групи Ксавьера - Містик і Анхель Сальвадор, формуючи таким чином свій перше Братство мутантів.

## Мультсеріали
- Братство з'являлося в пілотному епізоді мультсеріалу Pryde of the X-Men 1989 року. Воно складається з Магнето, Жаби, Пузиря, Піро, Джаггернаута і Білої Королеви. Братство бере участь в плані Магнето знищення людей за допомогою комети.
- Братство Злих Мутантів з'являється в мультсеріалі Люди Ікс . Вперше з'являється в 9 серії 1-го сезону. За наказом Містик Піро і Лавина прибувають на острів Мюр. Але ті не знаючи планів Містик викрадають доктора Адлера в чиєму образі була сама Містик. У сюжеті Дні минулого майбутнього до братерства приєднується Пузир і братство намагається вбити Келлі. В 2х09 з'ясовується, що колись в братстві складалася Шельма, тому братство і бореться з Людьми Ікс лише через те, що Містик хоче повернути шельму.
- Братство Злих Мутантів присутній в мультсеріалі Люди Ікс: Еволюція . В 1 сезоні Містик збирала братство за наказом Магнето. Початковий склад був з: Пузиря (він же Слон), Лавини (він же Вулкан), Ртуть та Жаби. У братстві була і Шельма, але пішла в 7 серії дізнавшись що братство використовувало її. Перший бій команди проти Людей ікс був в 6 серії де вони билися за апарат-телерепортер Коваля. У 9 серії змагалися з людьми ікс за прапор в тренувальному таборі, а в кінці об'єдналися з людьми ікс проти Джаггернаута. в 10 серії за наказом Магнето намагаються перешкодити Містик розповісти Курту що вона його мати. У фіналі 1го сезону Магнето влаштовує поєдинки між братством + Саблезубий і Людьми Ікс переможці отримують місце на Астеройде М. Але більшість людей ікс які програли об'єднавшись з Містик і Жабою летять на Астеройд мстити Магнето. В результаті Астеройд зруйнований, а Містик з Магнето пропали і братство залишається без командира. У 2Ом сезоні статут приховувати свою силу братство з'являється на стадіоні і відкрито на камерах заявляє про мутантів, а після борються з людьми ікс. Люди Ікс перемагають, а завдяки Ксав'є секрет мутантів залишився нерозкритим. Після вони припиняють ворогувати і Ланс починає зустрічатися з Кітті. У 3 серії братство почувши про розмову Бум-Бум з батьком про крадіжку грошей намагаються забрати гроші, але їх зупиняють люди ікс. В кінці серії Бум-Бум приєднується до братерства. В 2х09 Ланс через Кітті вирішує приєднатися з Людям ікс хоч решта членів і намагаються переконати його що він не впишемо в їх команду. Постійні звинувачення у всіх гріхах і правила Людей Ікс змушують Ланса повернутися до братерства. У 10 серії Бум-Бум використовує машину Ланса що б з дівчатами Ікс боротися зі злочинністю ночами. В 2х13 братство йде на вечір білого танцю в школі. Коли на школу нападають динозаври з іншого світу братство стає на захист школи. В 2х15 Містик повертається в братство привівши «секретна зброя» Ванду, виганяє з братства Бум-Бум і відправляє братство на битву з Людьми ікс як перевірку перед походом проти Магнето. Братство за допомогою Ванди перемагає Людей Ікс. Дізнавшись що Магнето викрав Росомаху Містик відправляє братство на допомогу Людям Ікс в пошуку Магнето. Коли Ксав'є знаходить Росомаху Люди ікс і Братство летять до складів де потрапляють в засідку служителів Магнето і Ртуть показує що він на самому справи завжди був вірний Магнето і збігає до батька. У наступні битві зі стражем Пузир був схоплений. Містик відправила Ванду і Жабу дізнатися що з Магнето, а решта вирушили в сектор 51 рятувати Пузиря та інших членів Людей Ікс. В результаті Люди Ікс залишають Містик в секторі 51, а братство ховаються розлучившись з людьми ікс. В 3х03 Келлі об'єднує Братство і Дункана проти Людей Ікс. У битві Люди Ікс перемагають і братство збігає. В 3х04 Ванда в плані помсти Магнето здає Ртуть поліції, а Гамбіт передає братству прохання Магнето звільнити Ртуть. Незважаючи на втручання шельму і Кітті братству вдається звільнити Ртуть і втекти. Магнето відправляє Ртуть в братство і ставить його лідером. В 3х07 Ванда продовжує пошуки Магнето, Жаба їй допомагає. Після Ванда повертається в братство з промитими мізками. В 3х12 Шельма під контролем Месмер краде сили у членів братства і в тому вони об'єднуються з Служителями і Людьми Ікс проти Месмер і їдуть В Єгипет де під сфінксом борються з робо-статуями. В 4х01 скам'янілу Містик віддають братству і Курт намагається забрати у них свою матір. В 4х02 засмучена «смертю» батька Ванда влаштовує аварію в метро. Братство самі того не бажаючи рятують людей і отримують грошову нагороду і популярність. Потім братство вирішує заради популярності підлаштовувати аварії і рятувати людей, але одного разу вони зайшовши занадто далеко спровокували аварійну ситуацію і втекли. У підсумку тільки Ланс вирішив допомогти Людям ікс. У фіналі сезону всі члени братства крім Ванди спочатку відмовляються допомагати Людям Ікс в битві з Апокаліпсисом, але потім все-таки приходять і борються проти Магнето. А в показаному майбутньому братство вступає в ЩИТ.
- У мультсеріалі Росомаха і Люди Ікс братство складається з Пузиря, Жаби, Лавини, Доміно з лідером Ртуттю. Вони діють в місті і виконують накази Магнето. У 2 серії шукають Келлі, щоб змусити його скасувати закон про реєстрацію. В кінці серії Шельма приєднується до братерства. У 8 серії потрапив до в'язниці Жаба говорить братству про Нитро і вони, забравши Нитро, знищують базу з досьє на зареєстрованих мутантів, а пізніше намагаються відвести його на Дженошу, але їх перехоплюють Люди Ікс. Люди Ікс забирають Нитро, а Братство відступає зрозумівши, наскільки Нитро небезпечний. Пізніше Шельма підслуховує розмову П'єтро з Магнето, в ході якого Максімофф обіцяє виконати якусь місію, в обмін на повернення до батька .Шельма намагається повідомити про це Росомасі. У 13 серії, прочитавши пам'ять Ртуть, Шельма намагається попередити Людей Ікс про які готуються нападі на них, але їй не вірять і садять в камеру. Коли братство нападає на особняк Шельма допомагає Людям ікс перемогти. За невдачі П'єтро Магнето намагається здати його МРД, але братству вдається піти з лігва і допомогти людям ікс знищити Форм-Мастера. У 24 серії за наказом Магнето братство викрадає Келлі. У 25-26 серії П'єтро допомагає батькові в його нападі на світ людей.